# 장안사 명부전 석조지장보살삼존 및 시왕상 일괄
기장 장안사 명부전 석조지장보살삼존 및 시왕상 일괄(機張 長安寺 冥府殿 石造地藏菩薩三尊 및 十王像 一括)은 부산광역시 기장군 장안읍 장안사에 있는 조선시대의 삼존불 및 시왕상이다.
2008년 4월 2일 부산광역시의 유형문화재 제86호 장안사 명부전 석조지장시왕상(長安寺 冥府殿 石造地藏十王像)로 지정되었다가, 2018년 10월 3일 기장 장안사 명부전 석조지장보살삼존 및 시왕상 일괄(機張 長安寺 冥府殿 石造地藏菩薩三尊 및 十王像 一括)로 문화재 명칭이 변경되었다.

## 개요
장안사 명부전에는 석조지장보살좌상을 중심으로 좌우로 도명존자상과 무독귀왕상, 시왕을 협시로 한 지장시왕상 13구와 함께 동녀상, 귀왕상, 판관상, 사자상, 역사상이 좌우로 각 1구씩 배치되어 있다. 지장시왕상의 조사 과정에서 모두 복장물을 넣을 수 있는 복장공(腹藏空)이 마련되어 있음을 확인하였다.
명부전 지장시왕상과 권속들은 전반적으로 상태가 양호한 편이지만, 군데군데 채색 안료의 박락이 보이고 부분적으로 파손·손상 되어 보수된 것도 있다.
사찰에서 보관중인 복장 기문(腹藏 記文) 중에는 제10 전륜대왕상(轉輪大王像)의 복장에서 발견되었다고 전하는 기문을 비롯한 총 6매의 한지 묵서가 전한다. 장안사 명부전 지장삼존 및 시왕상과 권속들은 제10전륜대왕상의 복장에서 발견된 조성 기문을 통해 1684년에 조성되었다는 절대 연대를 지닌 작품이다.
기문에 양공(良工)으로 소개된 조각승들은 같은 해에 장안사 응진전 불상을 만든 화승들과 일치하며 조각이나 표현 기법에서 동일한 솜씨를 보이고 있어, 장안사 명부전 지장삼존 및 시왕상과 권속상 역시 중요한 문화재로 평가된다.

## 같이 보기
- 기장 장안사 명부전 석조지장보살삼존 및 시왕상 복장유물 - 부산광역시의 유형문화재 제189호

## 참고 자료
- 기장 장안사 명부전 석조지장보살삼존 및 시왕상 일괄 - 국가유산청 국가유산포털